# Osterrad

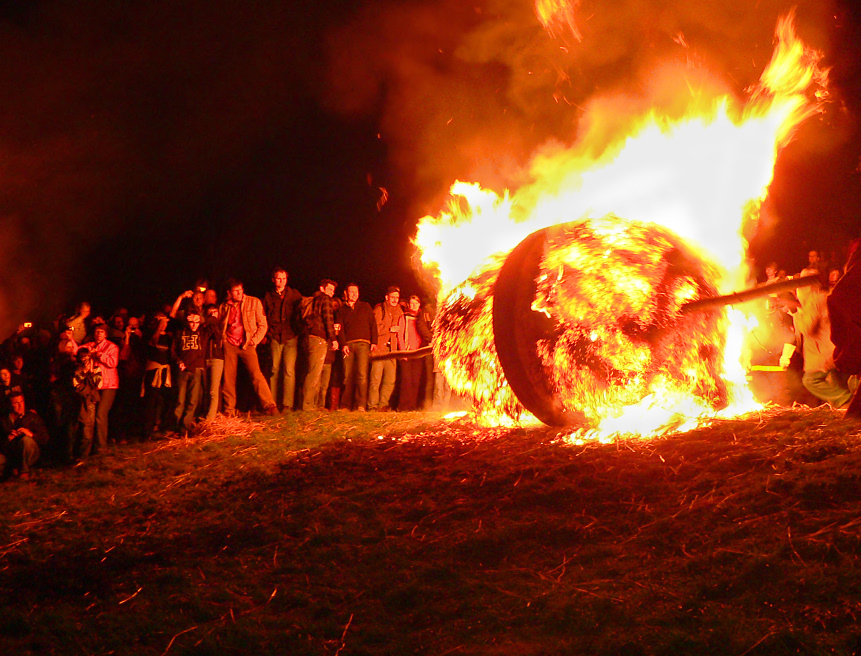
Start eines Osterrades in Lügde (2009)

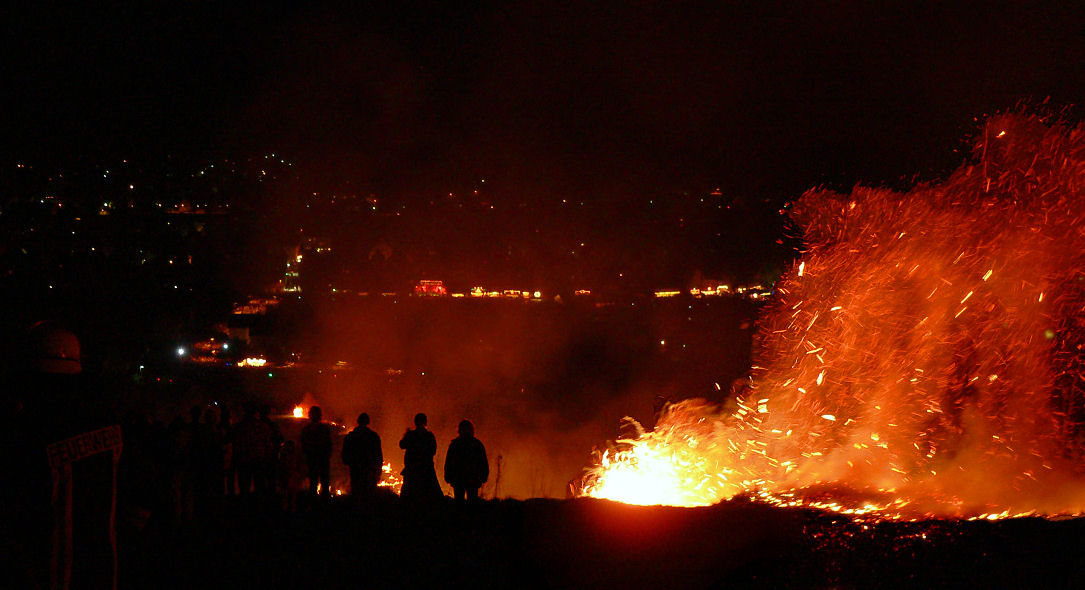
Abgang eines Rades in Richtung Tal in Lügde

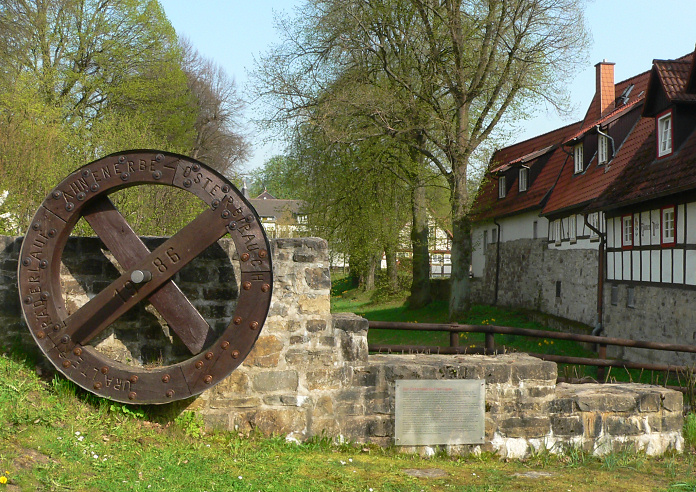
Ausgestelltes Osterrad in Lügde

Ein Osterrad ist ein hölzernes Feuerrad, das in einigen ländlichen Gegenden zur Osterzeit nachts brennend einen Abhang hinuntergerollt wird.

## Beschreibung
Osterräder werden aus Eichenholz hergestellt und mit Stroh ausgestopft, das von geflochtenen Haselnussruten in den Rädern festgehalten wird. Die Räder können bis zu 300 kg wiegen und zusätzlich 120 kg Stroh aufnehmen, sie sind mit Inschriften im Eichenkorpus versehen.

## Volksglauben und Tradition
Der Brauch, brennende Osterräder vom Berg ins Tal rollen zu lassen, soll aus heidnisch-germanischer Zeit stammen. Die Menschen feierten mit dem Feuer den Frühlingsanfang. Es sollte Licht in die Dunkelheit bringen. Je nach Steile und Länge des Abhangs erreichen diese Räder hohe Geschwindigkeiten. Wenn sie nicht unterwegs liegenbleiben, sondern am Fuße des Hanges ankommen, deutet das dem Volksglauben nach auf eine gute Ernte hin.

## Veranstaltungsorte
Die Stadt Lügde im Kreis Lippe auf halber Strecke zwischen Detmold und Hameln im Weserbergland bezeichnet sich als „Stadt der Osterräder“. Aber auch in Kempen-Feldrom (Lippe), Brokhausen (Lippe), Günsterode, Ahlen-Dolberg und in Weyhe wird dieses Brauchtum praktiziert. Insgesamt findet man es heute nur noch selten und dabei vor allem in Norddeutschland und im Harz.

### Osterräderlauf in Lügde

#### Vorbereitung
Für die Vorbereitung und Durchführung gibt es in Lügde einen Dechenverein mit etwa 600 Mitgliedern. Am Montag vor der Veranstaltung werden die Räder in der Emmer zu Wasser gelassen, um sich mit Wasser vollzusaugen. Die Räder sollen nicht brennen, sondern nur das Stroh darin. Am Gründonnerstag werden die Haselnussruten gedreht, damit 15 bis 20 Bund langes Roggenstroh in die Räder geflochten werden können.

#### Ablauf
Am Karsamstag werden die Osterräder aus der Emmer geholt. Mit Pferdefuhrwerken werden sie vom Marktplatz der Stadt mit einem Umzug durch die historische Altstadt am Ostersonntag nachmittags auf den Osterberg gebracht. Wenn es dunkel wird, kann der Lauf starten. Auf dem Osterberg wird ein Kreuz angestrahlt, das im Jahr 1935 aus Protest aufgestellt wurde, weil sich die Nationalsozialisten den Brauch ideologisch zunutze gemacht hatten. Wenn alle Osterräder ihren Lauf in die Fangnetze im Tal angetreten haben, endet die Veranstaltung mit einem Feuerwerk und der Osterdisco im Emmerauenpark.
Seit 2018 steht der Osterräderlauf im Bundesweiten Verzeichnis des Immateriellen Kulturerbes der UNESCO.